# Napheesa Collier
Napheesa Collier, född 23 september 1996, är en amerikansk basketspelare, som spelar för Minnesota Lynx i WNBA.

## Karriär
Collier blev vald som sjätte spelare av Minnesota Lynx i WNBA-draften 2019. Hon blev 2019 utnämnd till Årets nykomling. Collier ingick i det amerikanska laget som tog guld i sommar-OS 2020. Hon är uttagen till USA:s damlag i basket vid sommar-OS 2024.